# Chlorophorus coniperda
Chlorophorus coniperda là một loài bọ cánh cứng trong họ Cerambycidae.